# Vallø kastély
A Vallø kastély (dánul: Vallø Slot) egy dániai udvarház, melyet az írott források 1256-ban említenek először. A Sjælland szigeti Stevns községhez tartozó Køge-től mintegy 7 kilométerre délen található. A vizesárokkal körülvett kastélyhoz park és tavak is tartoznak.

## Története

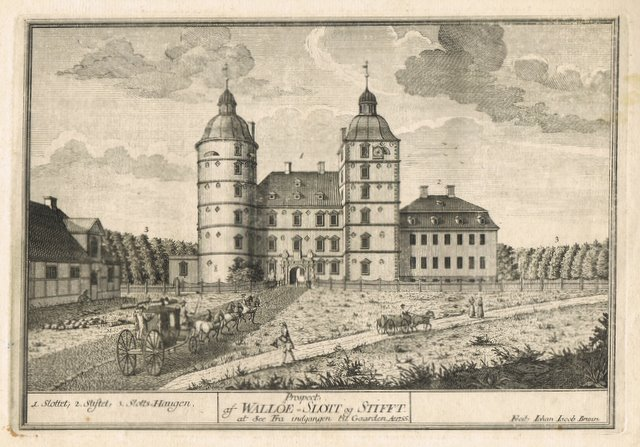
Vallø 1755-ben

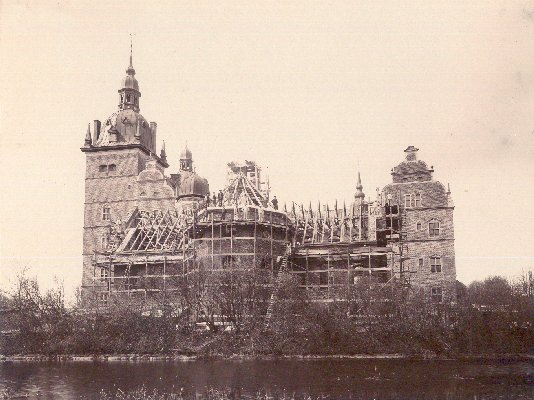
Újjáépítés közben (1895)

A korábban Walløk néven jegyzett udvarházról már 1256-ból vannak adatok, amikor Ingegerd af Regenstein, Skjalm Hvide vezér unokája a roskildei Assisi Szent Klára-kolostornak adományozta a birtokot. 1318-ban Waleue néven jegyzik, ami a Wali régi dán személynévből és a -lev helynévképzőből ered.
Az évszázadok során számos alkalommal tulajdonost cserélt a birtok, így többek között I. Keresztély, János, II. Keresztély dán királyok, Kirsten Munk, Ellen Marsvin és Christian Siegfried von Plessen udvari marsall is rendelkezett a terület felett.
1554–1651 között a birtokot egy keleti és egy nyugati részre osztották, amelyeket különböző személyek birtokoltak.
Ma is látható formáját részben a 16. században nyerte el, amikor 1580–1586 között Mette Rosenkrantz megépíttette a főépületet, majd 1610–1640 között azt kibővítették.
1708-ban IV. Frigyes dán király szerezte meg a birtokot, majd feleségének, Anne Sophie Reventlow-nak adományozta azt. 1721-ben Johan Cornelius Krieger, majd 1735–1738 között Laurids de Thurah tervei alapján építették át a létesítményt. 1731-ben VI. Keresztély feleségének, Brandenburg-Kulmbachi Zsófia Magdolnának adta, aki 1737-ben itt megalapította a nemesi származású hajadonok alapítványát (Det Adelige Stift Vallø for ugifte døtre). 1765-ben Georg David Anthon építész bővíttette ki, 1863–1866 között pedig Theodor Zeltner építész renoválta.
1893-ban az épület leégett. A kastélyban tartózkodók közül senki sem sérült meg, azonban a berendezés egy része, közte mintegy 20 000 könyv odaveszett. 1894-1904 között Hans Jørgen Holm tervei alapján, a korábban felhasznált mészkő helyett égetett téglából építették újjá. Mivel a külső falak többsége épen maradt, az épület külseje a korábbi századok során elnyert formában maradt fenn. A kastélybelsőt átrendezték: a korábban létező kápolna, bálterem, zene- és királyi szobák helyett kilenc lakrészt alakítottak ki az ott élő nőknek, illetve egy tornácot és egy kertszobát is berendeztek. A mészkőből készült kapukeretek és a homlokzatot díszítő mészkődomborművek egy része ugyancsak átvészelte a tűzesetet, így azokat újra beépítették a falakba. A munkálatok lezárultával, 1904 nyarán újra megnyitotta kapuit a létesítmény, és kilenc lakó költözhetett be az épületbe.
Napjainkban a Vallø Alapítvány (Vallø Stift) birtokolja az épületet és a hozzá tartozó 4109 hektár területet, melynek nagy részét erdők alkotják. A mezőgazdaság és a fakitermelés mellett a turizmus biztosít további bevételeket. Kiadó szobák, vendégfogadó, vadászati- és horgászati lehetőség, illetve egy közeli kemping várja az érdeklődőket.
A kastély továbbra is otthont biztosít a dán nemesség köreiből származó hajadonoknak, életkortól függetlenül.

## Kastélypark
A turisták által nem látogatható kastélyhoz egy 15 hektáros nyilvános park is tartozik, amelyet angol stílusban alakítottak ki 1830-ban, azonban az 1720-as évekbeli franciakert egyes részei is megmaradtak. A zöldövezetben többek között kis- és nagylevelű hársfák, tulipánfák, nyárfák, tölgyek, bükkfák, tiszafák, közönséges- és szerb lucfenyők, páfrányfenyők, szárnyasdiófák, vadgesztenyefák, kaliforniai gyantásciprusok, magas- és virágos kőrisfák, galambfák, platánfák, duglászfenyők, csertölgyek és cserszömörcék is találhatóak. 1960 és 1968 között egy kiterjedt virágos park is működött a területen, melyet évente mintegy egymillió tulipán és más hagymás virág díszített. A kastély és a park mellett futó Vallø-kastély utca mentén néhány régi ház található. Itt működik a vendégfogadó is, amely 1784-ben királyi privilégiumokat kapott. A birtokhoz más épületek is tartoznak, melyek a környéken szétszórva különböző funkcióval bírnak.
A kastélyparkból gondozott ösvényeken lehet eljutni a közeli vadasparkba, illetve a tölgyerdőbe, ahol érintetlen természet várja a kirándulókat. Az erdős részek állatai között baglyok, seregélyek és csuszkafélék is találhatóak.

## Érdekességek
- 1964-ben a német–francia koprodukcióban készült Zimmer 13 krimi egyik külső forgatási helyszíne volt a kastély. A film Edgar Wallace, A 13-as szoba című műve alapján készült, és az épület „Marney-kastély” néven szerepel benne.[13]
- 1976-ban a kastély és környéke volt az Olsen-banda vígjátéksorozat 8. filmjének központi helyszíne. Az Olsen-banda bosszúja című filmben „Borreholm-kastély” néven említették az épületet.[14]
- A kastélyt fenntartó alapítvány védnöke II. Margit dán királynő.[15]

## Galéria

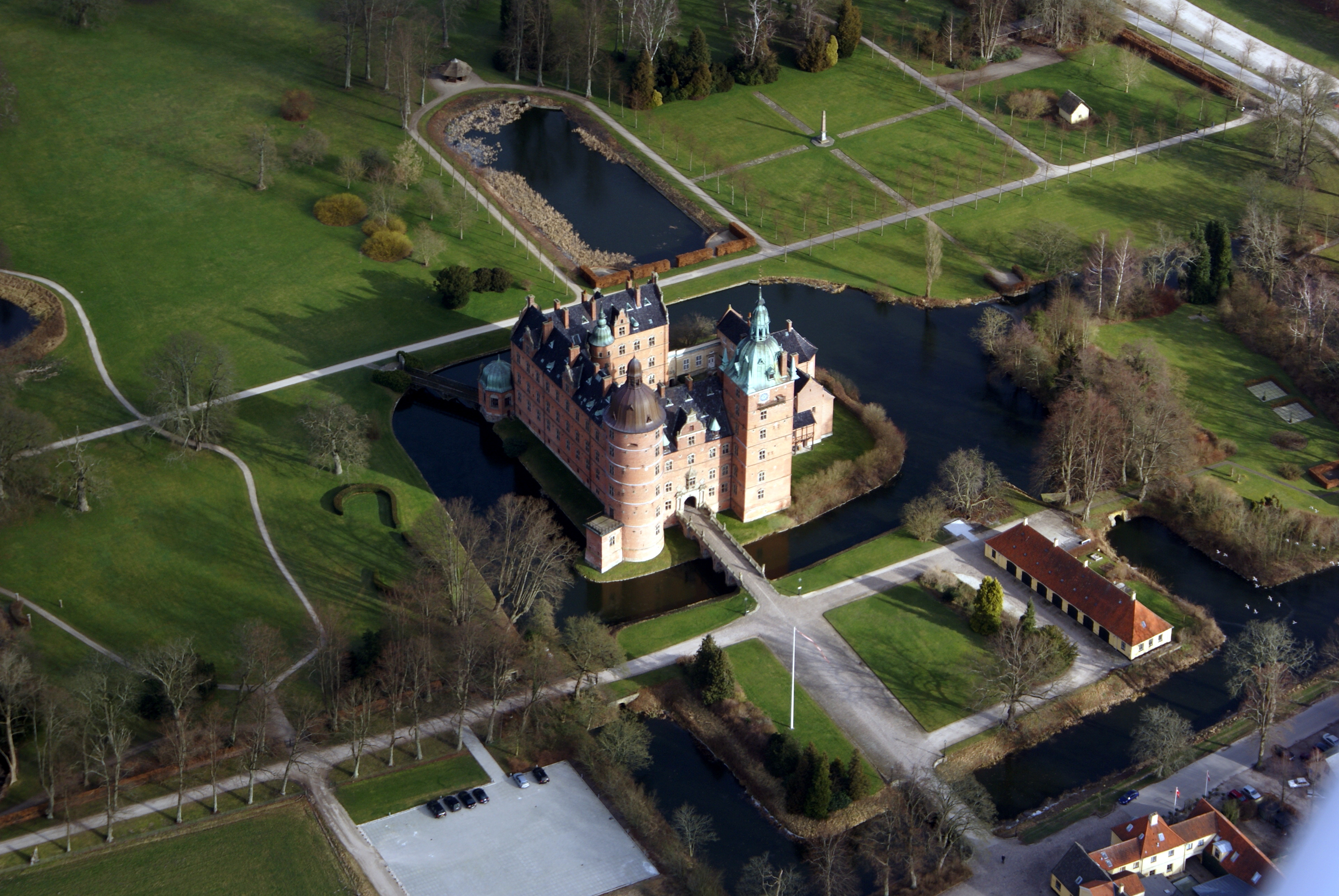
Légi felvétel az épületről és környékéről
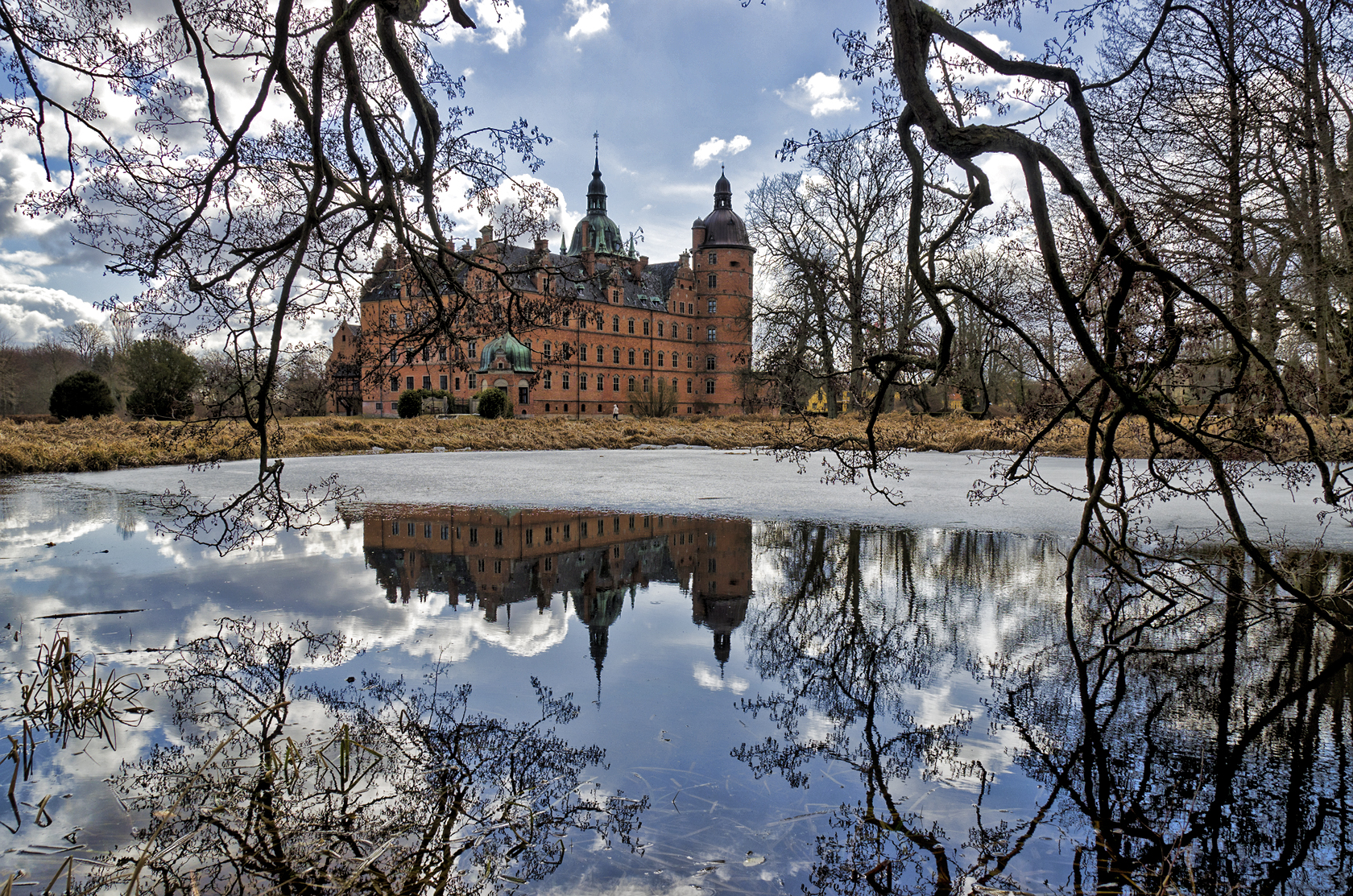
A kastély télen
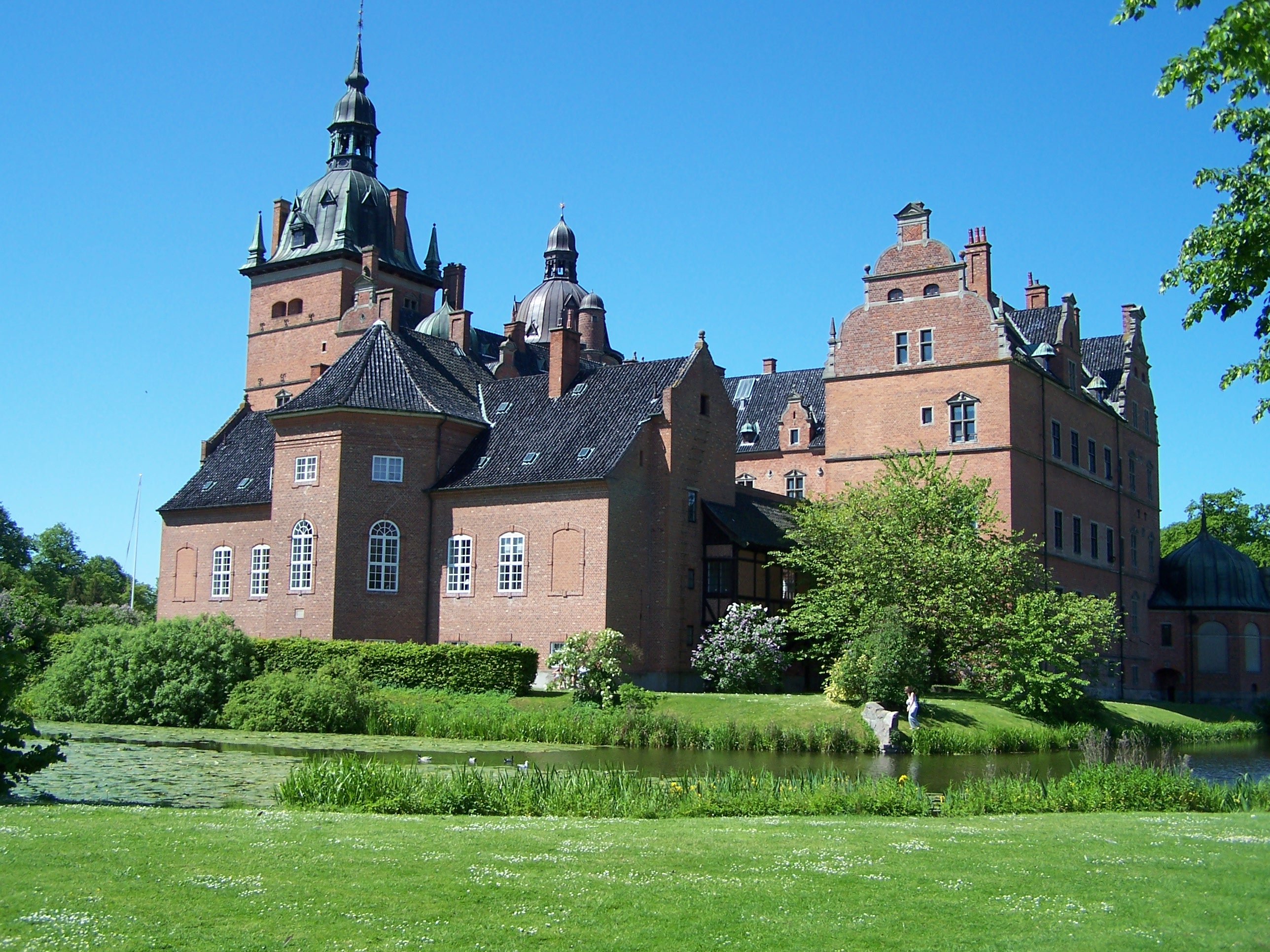
A keleti oldal
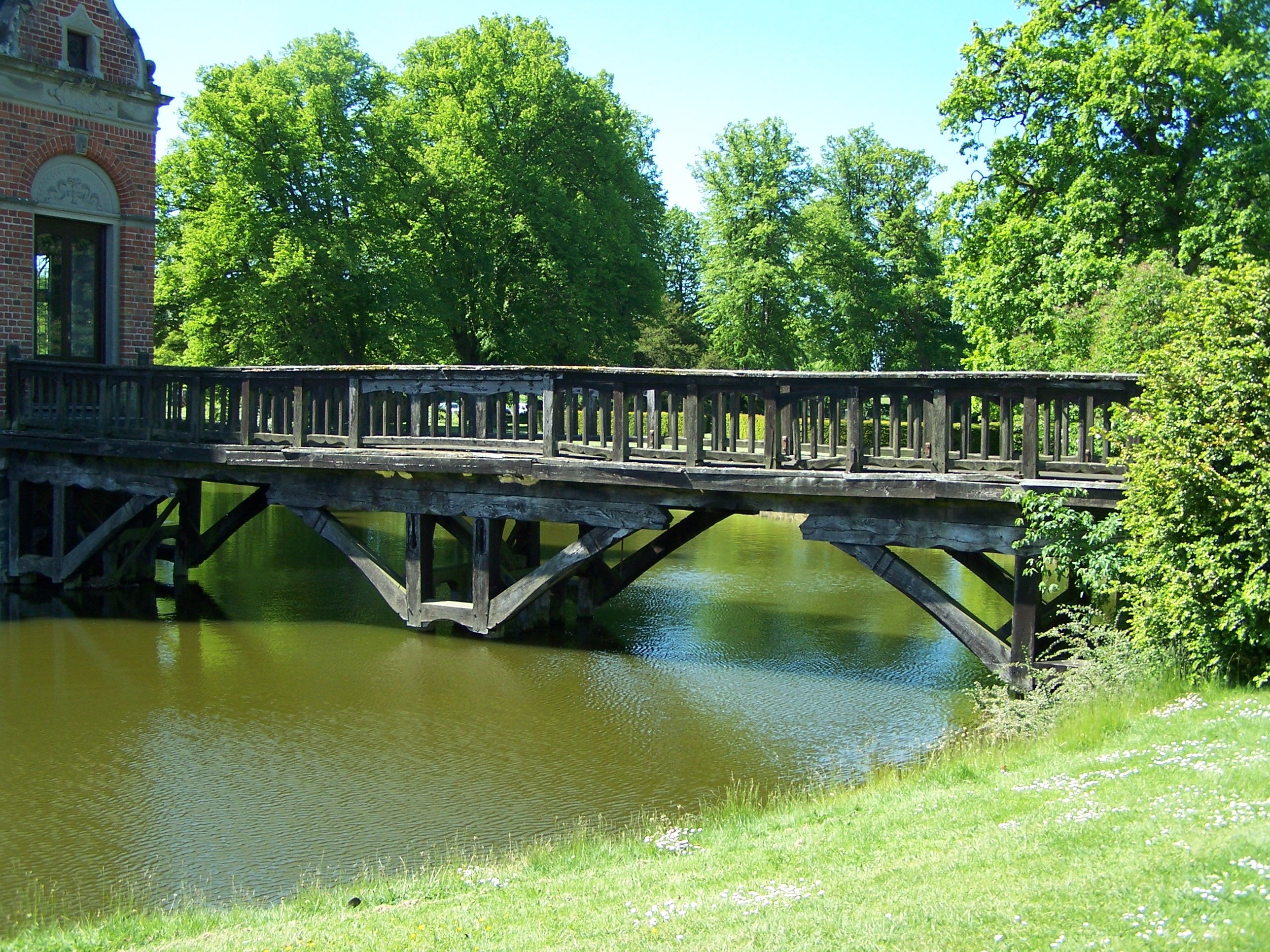
Fahíd
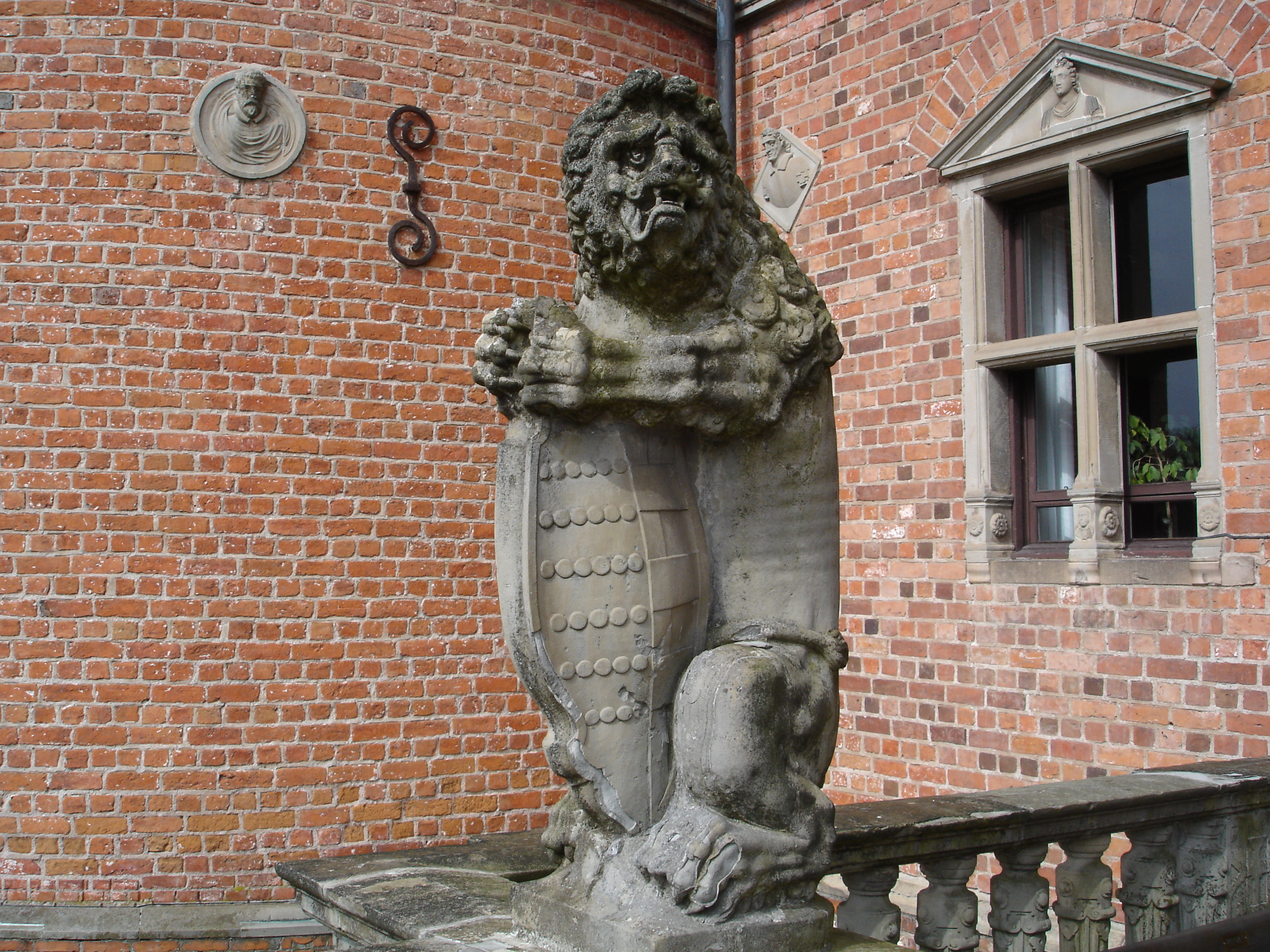
Kőoroszlán a bejáratnál
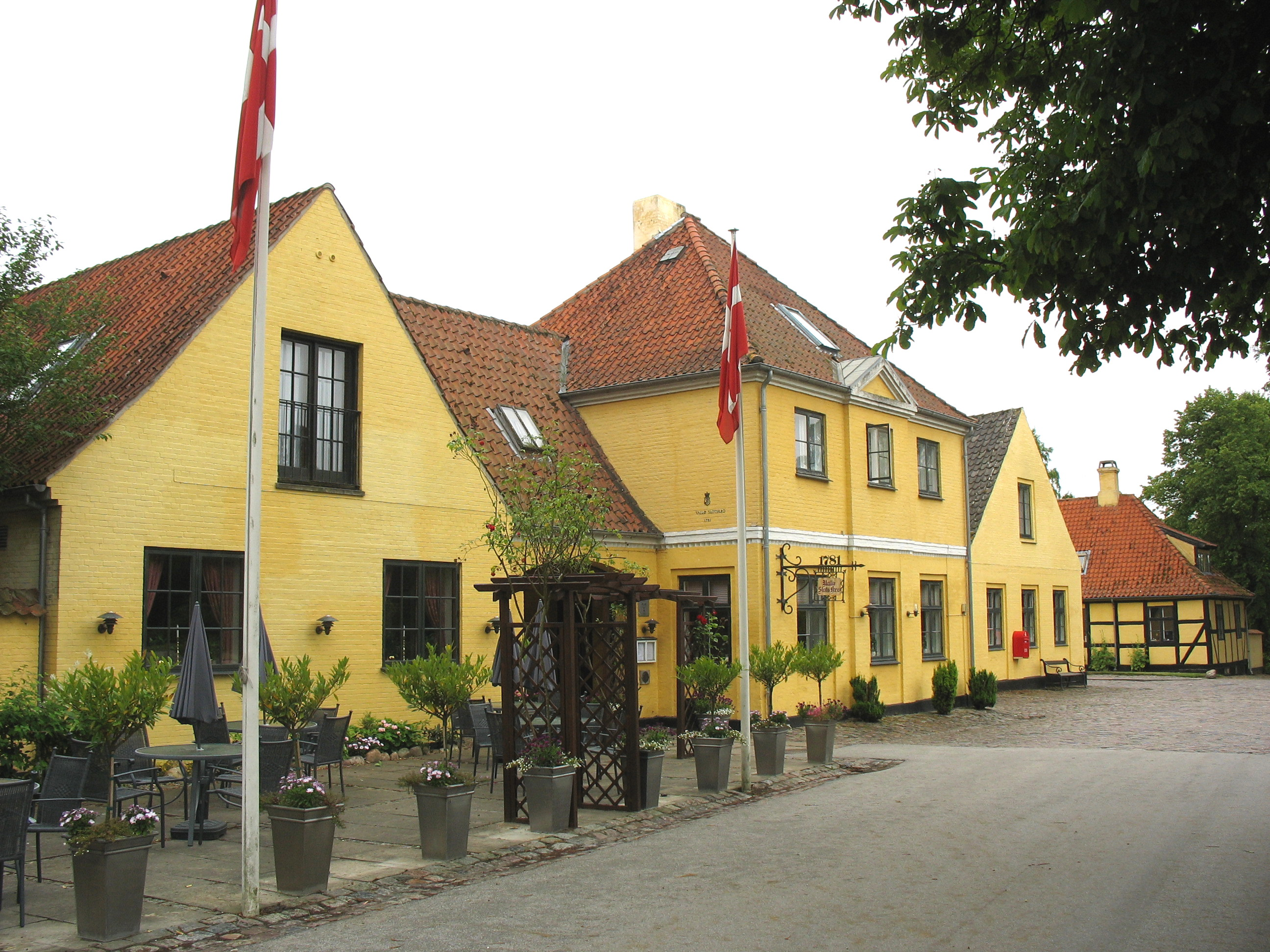
A kastély vendégfogadója